# Championnats de Sao Tomé-et-Principe de cyclisme sur route
Les championnats de Sao Tomé-et-Principe de cyclisme sur route sont les championnats nationaux de cyclisme sur route organisés par la Fédération de Sao Tomé-et-Principe de cyclisme.

## Podiums des championnats masculins

### Course en ligne
| Année | Champion       | Deuxième          | Troisième     |
| 2015  | Maoro Silveira | Ediney Nascimento | Silvio Aguiar |

### Contre-la-montre
| Année     | Champion           | Deuxième           | Troisième  |
| 2009      | Edjmer Amado Sousa | Amilton Monteverde | David Lima |
| 2010-2014 | Pas de championnat |                    |            |
| 2015      | Ediney Nascimento  | ?                  | ?          |